# Pieter de Jode den yngre
Pieter de Jode den yngre, född 1606, död 1674, var en nederländsk kopparstickare. 
Han var son till Pieter de Jode den äldre. Pieter de Jode utförde en mängd porträtt efter Anthonis van Dyck samt figurkompositioner i en högt driven men något torr teknik.Pieter de Jode är representerad vid bland annat Nationalmuseum i Stockholm.